# 米羅什尼基夫卡
49°44′56″N 35°16′47″E / 49.74889°N 35.27972°E
米羅什尼基夫卡（烏克蘭語：Мирошниківка）是位於烏克蘭東部的村莊，由哈爾科夫州博霍杜希夫區的科洛馬克市鎮負責管轄。該村始建於1750年，面積1.3平方公里，海拔高度118米，2001年人口168。